# Siegfried Schöpfer
Siegfried Erich Schöpfer (* 5. April 1908 in Waldsee; † 9. September 2007 in Überlingen) war ein deutscher Meteorologe.

## Werdegang
Nach dem Abitur am Friedrich-Eugens-Gymnasium Stuttgart studierte Schöpfer zunächst an der TH Stuttgart und später an den Universitäten Göttingen und Tübingen Physik, Astronomie und Mathematik beziehungsweise Versicherungsmathematik. In Tübingen schloss er sich wie sein Großvater und sein Bruder der Studentenverbindung Landsmannschaft Schottland an.
Nach dem Studium war Schöpfer bei verschiedenen Versicherungen sowie als Privatlehrer tätig. 1939 wurde er zur Wehrmacht eingezogen. Im Zweiten Weltkrieg ist er als Meteorologe bei der Luftwaffe eingesetzt worden.
Nach dem Zweiten Weltkrieg wurde Schöpfer 1947 Geschäftsführer der Volkshochschule Eßlingen am Neckar. Von 1959 bis 1975 war er Direktor der Staatlichen Akademie zur Lehrerfortbildung Comburg. Seit 1969 war er Dozent an den Pädagogischen Hochschulen in Baden-Württemberg für Astronomie und Meteorologie. Schöpfer war jahrzehntelanger meteorologischer Berater bei Segelregatten und noch im hohen Alter war er als meteorologischer Moderator beim Fernsehsender „See TV“ aktiv.

## Veröffentlichungen
- Fliegende Untertassen - ja oder nein? Hädecke, Weil der Stadt 1955, DNB 454451768, 2. Aufl. (fotomechanischer Nachdruck) Lüneburg (von Reeken) 1980.
- Wie wird das Wetter? Kosmos, Stuttgart 1960; 4. Auflage 1972: ISBN 3-440-03015-6.
- mit Wolfgang Zimmermann: Freizeit - Erlebnis Wandern, Ravensburger Buchverlag, 1985, ISBN 978-3-473-43096-3
- mit Jörg Kachelmann: Wie wird das Wetter? Eine leicht verständliche Einführung für jedermann, Reinbek, Rowohlt 2004, ISBN 3-498-06377 4